# Кузиев, Турсунали Каримович
Турсунали Каримович Кузиев (узб. Kuziyev Tursunali Karimdjonovich; род. 18 ноября 1951, пос. Македонский, Сурхандарьинская область) — узбекский государственный и общественный деятель, художник, педагог, фотограф. Заслуженный деятель искусств Республики Узбекистан, академик, профессор.

## Биография
Родился 18 ноября 1951 года в посёлке Македонский (Македон) Джаркурганского района Сурхандарьинской области Узбекской ССР.
В 1968 году с золотой медалью окончил школу № 3 имени В. В. Куйбышева (совхоз Сурхан, Джаркурганский район), работал электриком СМУ «Зангстрой» (Термезский район).
В 1969—1976 годы учился на живописно-педагогическом отделении (классы Б. И. Токмина, Б. И. Скорикова) Республиканского художественного училища имени П. П. Бенькова (с перерывом в 1970—1972, когда служил в армии), дипломная работа — «Я и моя Земля».
В 1982 году окончил графический факультет Ташкентского театрально-художественного института имени Островского (группа В. С. Паршина). Одновременно в 1970-е годы преподавал рисунок и живопись на первом курсе Педагогического института имени Низами, художественные дисциплины — в Сергелийском профтехучилище.
Работал главным художником в Джаркургане (1982—1986; одновременно преподавал рисование в средней школе, вёл изокружок при районном Доме культуры), председателем Сурхандарьинского областного отделения Советского фонда культуры (с 1987), директором художественного училища им. П. П. Бенькова (с 1992). Преподавал в училище живопись и композицию.
С 1995 года — консультант Аппарата Президента Республики Узбекистан, в 1996—1997 — первый заместитель министра по делам культуры Узбекистана, временно исполнял обязанности министра.
В 1997 году возглавил созданную Академию художеств Узбекистана, одновременно преподавал в Национальном институте художеств и дизайна им. Камолиддина Бехзада. В 2000—2005 годы — депутат Олий Мажлиса Узбекистана (избран по одномандатному избирательному Кизирикскому округу № 36 Сурхандарьинской области).
По инициативе и при участии Т. Кузиева созданы:
- Международная ташкентская биеннале современного искусства;
- «ТАШКЕНТАЛЕ» — Ташкентская международная фотобиеннале ;
- Ташкентская биеннале детского рисунка «Ташкентские радости»;
- Ежегодный республиканский фестиваль изобразительного искусства «Неделя Изобразительного Искусства» (сейчас «Фестиваль искусств»), проводится ежегодно в апреле по всему Узбекистану;
- Ташкентский Дом Фотографии, единственный в регионе;
- «Международный Караван-сарай культуры» — при участии японского художникам Икуо Хирояма.

В 2011 году указом Президента назначен министром по делам культуры и спорта республики. В 2013 году по собственному желанию ушёл в отставку. Работает профессором кафедры международной журналистики Узбекского государственного университета мировых языков, читает лекции по дисциплинам «медиаобразование», «культурология», «страноведение», «основы духовности».
Избирался председателем Творческого объединения художников Узбекистана (1997), председателем правления Общества дружбы «Узбекистан—Вьетнам» (2001—2013); возглавляет совет Национального центра палванов республики (с 2014), заместитель председателя Федерации шахмат Узбекистана (с 2016).
C 2017 года работает Заместителем руководителя Научно-просветительского мемориального комплекса имени И. Каримова при Президенте Республики Узбекистан.

## Творчество
В студенческие годы активно участвовал в молодёжных выставках в Ташкенте. С 1974 года — член молодёжного объединения Союза художников Узбекистана. Его картина «Муножотни тинглаб» («Под звуки узбекской классической музыки»), экспонировавшаяся на выставке в рамках 1-го Всесоюзного фестиваля творческой молодёжи (1974), была подвергнута критике как произведение, воспевающее феодальное прошлое, а творчество художника — как отвлекающее зрителя от устремлений в светлое будущее. В защиту молодого художника выступили Народный художник Узбекистана Рузы Чарыев и Народный поэт Узбекистана, главный редактор журнала «Ёшлик» («Юность») Эркин Вахидов.
Дипломная работа «Я и моя земля» в 1976 году была приобретена Министерством культуры Узбекской ССР, опубликована в журнале «Творчество» (М., 1978). Министерством культуры были куплены и другие работы Т. Кузиева: «Портрет момо» (х., м.), «Натюрморт с хлопковыми коробочками», «Сузане сурханские», посвящённая Алишеру Навои «Одами эрсанг» (медь, чеканка, тонировка). В 1974—1986 годы работал в технике художественной чеканки по металлу под руководством Амона Азизова, ученика Народного художника СССР Ираклия Очиаури. Работы Т. Кузиева по металлу экспонировались на Всесоюзных и Республиканских молодёжных художественных выставках, на Всесоюзной выставке, посвящённой 70-летию советской милиции (1988). С 1984 года — член Союза художников СССР.
В 1980-е годы создает ряд монументальных конструкций в Сурхандарьинской области. Руководит восстановлением и реконструкцией памятника XVI века медресе Саид-Аталык в Денау, Лавры Александра Невского в Термезе, памятника XII века мавзолея Имама Иса Термизи в Шерабадском районе.
С группой ташкентских художников (Народные художники Узбекистана С. Рахметов, Б. Бабаев, Р. Вико, А. Икрамджанов, А. Мирзаев и другие) работает над созданием галереи портретов сельских работников юга Узбекистана.
В 1990-е годы предпочитал работать маслом. Несколько произведений концептуального характера выставлял на Ташкентских международных биеннале современного искусства; ряд работ приобретён для музейных фондов (центральная часть триптиха «Дил ва Кул», посвящённого суфийскому учению Накшбандия), Государственным музеем искусств (картина «Садовник из Джаркургана», х., м.).
В последние годы работает в жанре художественной фотографии; экспонировал фотоработы на международных, национальных, региональных, тематических, юбилейных выставках. Персональные фотовыставки Т. Кузиева проходили в Ташкенте (три выставки), Москве, Токио, Дели, Париже. Удостоен приза Окамото («За превосходство») на международном традиционном фотоконкурсе в Японии, бронзовой медали XXVIII Международного фотоконкурса Джованни Греспи в Италии (фотография «Весна кочевников»).

### Персональные выставки
- 1995 — галерея «Нью-арт» (Сеул, Корея)
- 2000 — «Взгляд на древнейшую культуру», (ЦВЗ, Ташкент)
- 2001 — «Куполов краса» (Посольство России в Узбекистане)
- 2001 — «Япония: традиции, устремленные в будущее» (Токио, Япония)
- 2003 — «Мы — это горы Байсуна» (галерея «ART’Etude», Париж, Франция)
- 2003 — «Узбекские ремесленники» (галерея «Чиеда», Маэбаси, Япония)
- 2004 — «Вспоминая Будущее» (Центр современного искусства, Ташкент)

## Научная деятельность
Доцент (1997), профессор (2002).
- действительный член Академии художеств Узбекистана[2][1]
- зарубежный член Академии искусств Ирана[10]
- зарубежный член Национальной академии искусств Украины
- почётный доктор университета Сока (Япония)[11]
- почётный профессор Термезского государственного университета
- постоянный член авторского коллектива Национальной энциклопедии Узбекистана (2001—2011)[1]
- почётный член редакции fledu.uz — электронного портала и журнала[12].

Автор более 30 научных публикаций, учебно-методических пособий, докладов на научных симпозиумах и конференциях, а также более десяти альбомов и монографий.

### Избранные труды
- Антология изобразительного искусства Узбекистана. — Ташкент: Санъат, 2009. — Т. 1: Живопись; Т. 2: Скульптура.
- 70 лет Союзу художников Узбекистана.
- Миры Турсунали. — Ташкент: Узбекистон миллий энциклопедияси, 2009.
- Нафосат мактаби (= Школа изящных искусств). — Ташкент: Главная редакция Энциклопедии, 1995.
- Призвание созидатель / Текст: Ю. В. Подпоренко. — М.: Гелиос, 2005.
- 125 лет узбекской фотографии: в 3-х тт.
- Учебник по рисованию: для 5-го класса средней школы. — 2015. (издан на шести языках народов Узбекистана)
- Учебное пособие по анатомии / для учащихся художественных средне-специальных учебных заведений (узб.).

## Звания и награды
- премия Сурхандарьинского обкома комсомола (1988) — за достижения в искусстве, образовании
- Почётная грамота Президента Узбекской ССР (1991)[1]
- нагрудный знак «1 год Независимости Узбекистана» (1992)[1]
- Заслуженный деятель искусств Узбекистана (1999)[1][13]
- «Узбекистон белгиси» («Почётный знак Узбекистана», 2000)[1]
- нагрудный знак «10 лет Независимости Узбекистана» (2001)[1]
- орден «Дустлик» (2003)[1][14]
- нагрудный знак «15 лет Независимости Узбекистана» (2006)
- нагрудный знак «20 лет Независимости Узбекистана» (2011)
- нагрудный знак «20 лет Вооруженным силам Республики Узбекистан» (2012)
- орден «Дружбы» Вьетнамской Социалистической Республики.

## Семья
Жена — Кузиева (Хасанова) Шоира Хадихаджаевна, художник-живописец, член Союза художников / Творческого объединения художников Узбекистана; старший преподаватель Республиканского художественного колледжа.
Дочери:
- Мадина, художник-график, доцент Национального института художеств и дизайна имени Бехзада.
- Малика, преподаватель Республиканского художественного колледжа.
- Зебо, филолог-японист.

Сын — Исломжон, студент.